# Načeradec
Načeradec är en köping i Tjeckien.   Den ligger i regionen Mellersta Böhmen, i den centrala delen av landet, 60 km sydost om huvudstaden Prag. Načeradec ligger 526 meter över havet och antalet invånare är 1 044.
Terrängen runt Načeradec är huvudsakligen platt, men den allra närmaste omgivningen är kuperad. Runt Načeradec är det ganska glesbefolkat, med 28 invånare per kvadratkilometer. Närmaste större samhälle är Vlašim, 10,7 km norr om Načeradec. I omgivningarna runt Načeradec växer i huvudsak blandskog.